# アラーク
アラーク（ペルシア語: اراک; Arāk [æˈɾɒːk] ( 音声ファイル)）はイラン・マルキャズィー州の州都。旧名はソルターナーバード。人口は2006年の統計で521,166人。イランの中心部に位置する良好な立地、多様な住民、また便の良さなどにより、時に現在の首都テヘランに変わる首都移転候補地の1つともされた。

## 所在
アラークは北緯34度05分 東経49度42分 / 北緯34.08度 東経49.7度。東西南の三方向から山に囲まれた地で、二つの重要都市ゴムおよびエスファハーンに近接する。標高は海抜1750m、首都テヘランから280kmに位置する。

## 気候
アラークの気候はおおむね冷涼で乾燥している。春は穏やかだが、夏は温暖で乾燥し、秋には風が強く冷涼、冬に積雪があり寒冷である。最高気温は摂氏約35度に達し、冬の最低気温は-25度まで低下する。年間平均降水量は約300mm、年間相対湿度は50%である。

## 歴史的建造物
- バーザール
- ハンマーメ・チャーファスル

## 歴史
アラークはダスケラと呼ばれる小さな町の廃墟のうえに建設されている。これはモンゴル軍のペルシア侵入期に破壊されたものである。現在のアラークの歴史は比較的新しく2世紀程度に過ぎない。建設されたのはガージャール朝の時代である。肥沃な土地と南部部族民の攻撃に対する緩衝を利とし、ユースフ・ハーン・ゴルジーがファトフ・アリー・シャーに対して城塞の建築を進言して実現を見たものである。この地域は古くは「イラーキ・アジャム」（عراق عجم: ペルシアのイラク）と呼ばれた地で、その後「ソルターナーバード（スルターナーバード）」とされた。パフラヴィー朝のレザー・シャーの治世には南北を結ぶ主要鉄道が都市を通過するかたちで建設され、のちには南北間の石油パイプラインも同様に建設され、南北間の要地にあって都市は成長した。
また1990年代後半には、重水生産プラントおよび火力発電所、40メガワット未満の低電力重水原子力発電所が建設された[1]。この原子力発電所は、2025年6月18日、イスラエルから攻撃を受け（イラン・イスラエル戦争参照）、原子炉格納ドームに穴が開くなどの被害を受けた。

## 産業
アラークはイランにおける主要産業都市の1つである。重工業、特に金属および機械工業のプラントが多く所在する。
- アラーク機械製作所 (MSA) および アーザル・アーブ製作所（汽罐や化学反応炉などの大型機械を製造）
- パールス車輌（鉄道車輛製作）
- イラン・アルミニウム会社 (IrAlCo)
- アヴァーンガーン（高圧鉄塔製作）
- HEPCO（英語版）（大型道路建設車輛）
- 諸石油化学工場
- ナーヴァルド・アルミニウム製造グループ（アルミニウム工業）
- イラン・コンバイン製造
- アラーク石油精製会社

## 高等教育機関
- アラーク医科大学
- アラーク科学技術大学
- アラーク大学
- イスラーム自由大学アラーク
- アラーク師範大学

## 住民
1995年の人口センサスによれば、アラークの人口は380,755人。うち男性が193,112人、女性が187,643人、戸数は84481戸であった。住民の民族構成は多様でペルシア人、ロル族などがいる。またサファヴィー朝期にはアルメニア人も居住していたが、のちにほとんどがテヘランに移り、アルメニア人人口は減少している。

## 農業と手工業
主な農産物は、大麦などの穀物、ブドウ、リンゴ、クルミ、アーモンド、その他果実類である。一方、手工業製品ではサルーグのブランドで国際的に有名なペルシア絨毯がある。

## アラーク出身の有名人
- ベフルーズ・バヤート
- シャラフ・ハーン・ビドリースィー
- アミール・キャビール。アラーク北部ヘザーヴェに生まれる。
- ガーエム・マガーム・ファラハーニー。アラーク北部ファラハーンに生まれる。またアミール・キャビールはガーエム・マガームの家で育てられた。
- モハンマド・モサッデグ。石油国有化運動で有名な民族主義派の首相。
- ファフルッディーン・アラーギー
- フォルーグ・ファッロフザード
- アターオッラー・モハージェラーニー。改革派モハンマド・ハータミー政権で閣僚をつとめる。
- カーデル・アブドッラー。オランダ語作家。
- アーヤトッラー・アラーキー
- マンスール・バーラミ (テニス選手)